# Fjällskogsblomfluga
Fjällskogsblomfluga (Platycheirus latimanus) är en tvåvingeart som först beskrevs av Wahlbgerg 1844.  Fjällskogsblomfluga ingår i släktet fotblomflugor, och familjen blomflugor.
Artens utbredningsområde är Sverige. Enligt den finländska rödlistan är arten sårbar i Finland. Arten är reproducerande i Sverige. Artens livsmiljö är fjällbjörkskogar. Inga underarter finns listade i Catalogue of Life.